# Teranostica
Per teranostica, in senso lato, si intende l'integrazione di un metodo diagnostico con uno specifico intervento terapeutico. Tale definizione, molto ampia, che include numerosi approcci diagnostico-terapeutici (ad esempio la radioterapia guidata dalle immagini, l'uso della PET con FDG per valutare la risposta alle terapie o lo studio dell'espressione di oncogeni su preparati istologici per guidare le terapie a bersaglio molecolare) è però di solito ristretta a quelle tecniche in cui il metodo diagnostico è sviluppato in contemporanea con l'intervento terapeutico oppure è lui stesso tale metodo. Tali metodiche sono storicamente state sviluppate nell'ambito della medicina nucleare; ma le ultime innovazioni nel campo delle nanotecnologie (nanomedicina) stanno permettendo di creare anche mezzi di contrasto con caratteristiche terapeutiche (dando quindi anche al campo della radiodiagnostica un'impronta terapeutica ulteriore a quella della radiologia interventistica).
Il termine nasce dalla combinazione in inglese di “therapeutic” (terapia) e “diagnostics” (diagnostica). In alcune versioni tecniche si preferisce “teragnostica”, basandosi su una radice greca più precisa: therapeía (cura) + gnòsis (conoscenza) ma nella letteratura internazionale il termine comunemente usato è teranostica.

## Teranostica in ambito medico-nucleare
La medicina nucleare è stata la disciplina in cui il termine teranostica è stato coniato; infatti, quando questo termine ancora non esisteva, la prima sostanza utilizzata (ancora oggi) per lo studio diagnostico e il trattamento del tumore della tiroide è stato l'isotopo 131 dello iodio (terapia radiometabolica del carcinoma tiroideo differenziato). Tuttavia questa disciplina include numerose altre sostanze che sia da sole sia in coppie possono essere usate a tale scopo (molecole marcate con isotopi gamma o positrone emittenti per la diagnostica possono essere marcate anche con isotopi alfa o beta meno emittenti per la terapia). Tali sostanze possono essere dei ligandi di recettori presenti sul bersaglio da trattare o sostanze, come lo iodio, che sono internalizzate dal bersaglio tramite processi metabolici. Mediante questi meccanismi è quindi possibile sia localizzare i tessuti patologici con le immagini sia distruggerli con dosi elevate e mirate di radiazioni.

## Teranostica in ambito radiologico
Sebbene non siano ancora in uso clinico, sono ormai da anni in sviluppo numerosi mezzi di contrasto che possiedono anche proprietà terapeutiche. Ad esempio tali preparati sono progettati per rilasciare localmente, a livello del bersaglio visualizzato con le immagini e in risposta a uno stimolo fornito dall'operatore, un chemioterapico normalmente somministrato per via sistemica. Tale approccio in teoria dovrebbe aumentare l'efficacia del trattamento e ridurne gli effetti collaterali. Mezzi di contrasto di questo tipo sono stati sviluppati ad esempio per l'ecografia e sono costituiti da microbolle, che, accumulandosi nei tessuti ipervascolarizzati e rompendosi a contatto con l'onda sonora prodotta dall'ecografo rilasciano il principio attivo solo nella zona scelta dall'ecografista. Un altro approccio consiste invece nel legare degli anticorpi monoclonali (anche in grado di colpire diversi bersagli molecolari) a una nanoparticella. In questo modo da un lato si riesce ad aumentare l'affinità e la specificità del farmaco verso il bersaglio e dall'altro a visualizzare la zona colpita dal trattamento (ad esempio utilizzando particelle di ossidi di ferro con proprietà superparamagnetiche che possono essere rilevate mediante l'imaging a risonanza magnetica). Tali particelle poi possono essere anche progettate per rilasciare un chemioterapico solo nella zona in cui si legano, producendo anche un effetto sinergico locale con l'azione degli anticorpi. L'integrazione di queste metodiche con quelle medico-nucleari (che producono immagini con una maggiore sensibilità) può aiutare a individuare i bersagli e a monitorare i trattamenti.